# Damelevières
Damelevières is een gemeente in het Franse departement Meurthe-et-Moselle in de regio Grand Est. De plaats maakt deel uit van het arrondissement Lunéville. In de gemeente ligt spoorwegstation Blainville-Damelevières. Damelevières telde op 1 januari 2022 3.094 inwoners.

## Geografie
De oppervlakte van Damelevières bedroeg op 1 januari 2022 8,12 vierkante kilometer; de bevolkingsdichtheid was toen 381 inwoners per km².

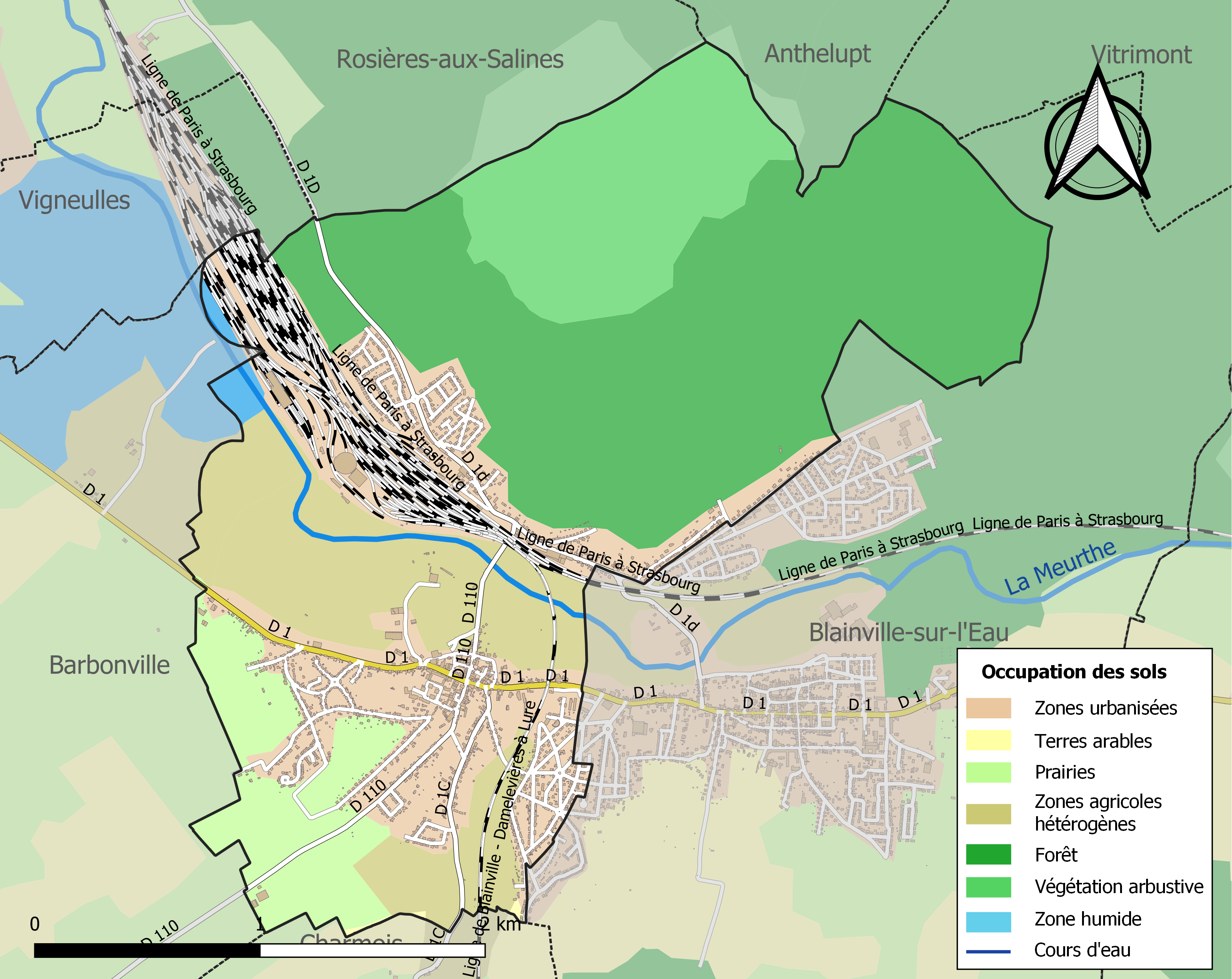
Kaart van de gemeente met de belangrijkste infrastructuur, bodemgebruik en omliggende gemeenten

## Demografie
Onderstaande figuur toont het verloop van het inwonertal (bron: INSEE-tellingen).